# Galeriegrab Gleichen
Das Galeriegrab Gleichen ist eine mögliche megalithische Grabanlage der jungsteinzeitlichen Wartbergkultur bei Gleichen, einem Ortsteil von Gudensberg im Schwalm-Eder-Kreis (Hessen).

## Lage
Die Anlage befindet sich 800 m südlich des Wartbergs auf einem Feld. 2,6 km östlich hiervon befand sich das zerstörte Galeriegrab Züschen III.

## Beschreibung
Die Anlage steckt vollständig im Erdboden und ist oberirdisch nicht sichtbar. Eine archäologische Untersuchung der Fundstelle hat bislang nicht stattgefunden; das genaue Aussehen der Anlage ist daher unbekannt. Die Vermutung, dass sich hier ein Galeriegrab verbirgt, gründet auf der Tatsache, dass hier beim Pflügen mehrfach größere Steine gefunden wurden. Zudem wurden mehrere Lesefunde gemacht: ein Teil einer menschlichen Schädelkalotte, zwei Keramikscherben, zwei Steinbeile und eine Knochenspitze. Die Funde gelangten ursprünglich ins Regionalmuseum Fritzlar, sind aber heute verschollen.